# Bikini Blue
Bikini Blue – polski anglojęzyczny dramat historyczny z 2017 roku w reżyserii i wg scenariusza Jarosława Marszewskiego.

## Produkcja
Za scenariusz filmu Jarosław Marszewski otrzymał główną nagrodę konkursu scenariuszowego Script Pro (2015) organizowanego przez Polski Instytut Sztuki Filmowej. Inspiracją do nakręcenia filmu dla reżysera była działalność dwóch polskich szpitali psychiatrycznych w Wielkiej Brytanii, przeznaczonych dla polskich emigrantów. Zdjęcia kręcono w Łodzi – w filmie pokazano m.in. szpital im. Seweryna Sterlinga, budynek kina „Tatry” i Księży Młyn, który zagrał miasto Blackpool. Ponadto w filmie pojawiły się miejsca takie jak Warszawa, Modlin, Łeba, okolice Łowicza, dwór i park w Sobocie, szpital chorób płuc w Tuszynie, Manchester, Bolton i Telford.
Film był pierwszą rolą Tomasza Kota w języku angielskim, z powodu słabej jego znajomości przygotowania do roli poprzedził wielomiesięczną nauką. Premiera filmu odbyła się 12 kwietnia 2017 w kinie „Wytwórnia” w Łodzi, a 19 kwietnia 2017 w kinie „Luna” w Warszawie. Film wszedł do kin 21 kwietnia 2017.

## Fabuła
Akcja filmu rozgrywa się w 1953 Wielkiej Brytanii. Głównymi bohaterami są małżonkowie: angielska pielęgniarka Dora (Lianne Harvey) i polski weteran wojenny Eryk Szumski (Tomasz Kot) – były oficer Wojska Polskiego, który w związku ze swoją działalnością podczas II wojny światowej nie może wrócić do kraju w obawie o swoje życie i zostaje zmuszony do pozostania na emigracji.
Eryk, doznawszy szoku po otrzymaniu wieści z kraju, dokonuje nieudanej próby samobójczej, po czym trafia do szpitala psychiatrycznego w Mabledon Park, przeznaczonego dla byłych polskich żołnierzy, dotkniętych wojenną traumą. Dora, podejrzewając, że mąż zataja przed nią przeszłość, związaną ze swoimi wojennymi losami, wyrusza w podróż, która ma wyjaśnić dzielącą ich tajemnicę.

## Obsada
- Tomasz Kot – Eryk Szumski
- Lianne Harvey – Dora Szumska, żona Eryka
- Lee Ross(inne języki) – policjant
- Ruby Bentall(inne języki) – pielęgniarka
- Tilly Gaunt – Sara, siostra Dory
- Lech Mackiewicz – doktor Max Lipman
- Antoni Janik – Paul, syn Szumskich
- Filip Pławiak – Rajmund Lekki, pacjent szpitala
- Robert Mika(inne języki) – „wysoki chudzielec”
- Andrzej Blumenfeld – niewidomy Kazik, pacjent szpitala
- Mark Wakeling(inne języki) – przystojniak
- John Exell – barman
- Małgorzata Mikołajczak(inne języki) – pierwsza żona Eryka
- Andrzej Stanaszek – żółw z filmu science-fiction[1]

## Nagrody
| Rok  | Nagroda                                                             | Kategoria                                                  | Odbiorca (jeśli wskazano)                                  | Wynik   |
| ---- | ------------------------------------------------------------------- | ---------------------------------------------------------- | ---------------------------------------------------------- | ------- |
| 2017 | Hollywood International Moving Pictures Film Festival w Los Angeles | Nagroda dla najlepszego reżysera filmu fabularnego         | Nagroda dla najlepszego reżysera filmu fabularnego         | Nagroda |
| 2017 | Hollywood International Moving Pictures Film Festival w Los Angeles | Nagroda dla najlepszego filmu                              | Nagroda dla najlepszego filmu                              | Nagroda |
| 2017 | Los Angeles Film Awards                                             | Nagroda dla najlepszego filmu                              | Nagroda dla najlepszego filmu                              | Nagroda |
| 2017 | Los Angeles Film Awards                                             | nagroda dla najlepszego filmu roku                         | nagroda dla najlepszego filmu roku                         | Nagroda |
| 2017 | Los Angeles Film Awards                                             | Nagroda dla najlepszego filmu fabularnego                  | Nagroda dla najlepszego filmu fabularnego                  | Nagroda |
| 2017 | Los Angeles Film Awards                                             | Nagroda dla najlepszej aktorki                             | Lianne Harvey                                              | Nagroda |
| 2017 | Hollywood Film Competition w Los Angeles                            | Nagroda dla najlepszego filmu                              | Nagroda dla najlepszego filmu                              | Nagroda |
| 2017 | Hollywood Film Competition w Los Angeles                            | Nagroda dla najlepszego reżysera                           | Jarosław Marszewski                                        | Nagroda |
| 2017 | Los Angeles Movie Awards                                            | Najlepszy pełnometrażowy film fabularny                    | Najlepszy pełnometrażowy film fabularny                    | Nagroda |
| 2017 | Los Angeles Movie Awards                                            | Najlepszy film międynarodowy                               | Najlepszy film międynarodowy                               | Nagroda |
| 2017 | Los Angeles Movie Awards                                            | Najlepszy reżyser                                          | Jarosław Marszewski                                        | Nagroda |
| 2017 | Los Angeles Movie Awards                                            | Najlepsza aktorka                                          | Lianne Harvey                                              | Nagroda |
| 2017 | Los Angeles Movie Awards                                            | Najlepszy montaż                                           | Jarosław Kamiński                                          | Nagroda |
| 2017 | Nottingham International Film Festival                              | Nagroda za reżyserię                                       | Jarosław Marszewski                                        | Nagroda |
| 2017 | Rosarito International Film Festival                                | Nagroda dla najlepszego filmu fabularnego                  | Nagroda dla najlepszego filmu fabularnego                  | Nagroda |
| 2017 | Romford Film Festival                                               | Nagroda za najlepszą kobiecą rolę drugoplanową             | Lee Ross                                                   | Nagroda |
| 2017 | Romford Film Festival                                               | Nagroda za najlepsze zdjęcia                               | Jacek Podgórski                                            | Nagroda |
| 2017 | Romford Film Festival                                               | Nagroda za najlepszy montaż                                | Jarosław Kamiński                                          | Nagroda |
| 2017 | Romford Film Festival                                               | Nagroda za najlepszą scenografię                           | Katarzyna Filimoniuk                                       | Nagroda |
| 2017 | Romford Film Festival                                               | Nagroda za najlepszy dźwięk                                | Piotr Knop                                                 | Nagroda |
| 2017 | Southampton International Film Festival                             | Nagroda za scenariusz filmu fabularnego                    | Jarosław Marszewski                                        | Nagroda |
| 2017 | London Eye Film Festival                                            | Nagroda dla najlepszego filmu fabularnego                  | Nagroda dla najlepszego filmu fabularnego                  | Nagroda |
| 2017 | Actors Awards w Los Angeles                                         | Nagroda za najlepszą rolę na festiwalu                     | Lianne Harvey                                              | Nagroda |
| 2017 | Actors Awards w Los Angeles                                         | Nagroda dla najlepszego zespołu aktorskiego                | Nagroda dla najlepszego zespołu aktorskiego                | Nagroda |
| 2017 | Mindfield Film Festival w Los Angeles                               | Nagroda za najlepszą reżyserię                             | Jarosław Marszewski                                        | Nagroda |
| 2017 | Mindfield Film Festival w Los Angeles                               | Nagroda za najlepsze zdjęcia                               | Jacek Podgórski                                            | Nagroda |
| 2017 | The Birmingham Film Festival                                        | Nagroda za najlepsze zdjęcia                               | Jacek Podgórski                                            | Nagroda |
| 2017 | Directors Cut Int'l Film Festival w Vancouver                       | Nagroda za najlepszy film fabularny                        | Nagroda za najlepszy film fabularny                        | Nagroda |
| 2017 | Directors Cut Int'l Film Festival w Vancouver                       | Nagroda za najlepszą reżyserię                             | Jarosław Marszewski                                        | Nagroda |
| 2017 | Directors Cut Int'l Film Festival w Vancouver                       | Nagroda dla najlepszego aktora                             | Tomasz Kot                                                 | Nagroda |
| 2017 | Festigious International Film Festival w Los Angeles                | Nagroda dla najlepszego filmu                              | Nagroda dla najlepszego filmu                              | Nagroda |
| 2017 | Festigious International Film Festival w Los Angeles                | nagroda dla najlepszego filmu roku                         | nagroda dla najlepszego filmu roku                         | Nagroda |
| 2017 | Festigious International Film Festival w Los Angeles                | Nagroda dla najlepszego filmu fabularnego                  | Nagroda dla najlepszego filmu fabularnego                  | Nagroda |
| 2017 | Festigious International Film Festival w Los Angeles                | Nagroda dla najlepszego aktora                             | Tomasz Kot                                                 | Nagroda |
| 2017 | Festigious International Film Festival w Los Angeles                | Nagroda za najlepszy scenariusz oryginalny                 | Jarosław Marszewski                                        | Nagroda |
| 2017 | North American Film Awards                                          | Nagroda za Najlepsze zdjęcia                               | Jacek Podgórski                                            | Nagroda |
| 2017 | International Filmmaker Festival of World Cinema w Mediolanie       | Nagroda za najlepszą męską rolę pierwszoplanową            | Tomasz Kot                                                 | Nagroda |
| 2017 | Fabrique Du Cinéma Awards                                           | Nagroda dla najlepszego międzynarodowego filmu fabularnego | Nagroda dla najlepszego międzynarodowego filmu fabularnego | Nagroda |
| 2017 | New York Film Awards                                                | Nagroda dla najlepszego filmu                              | Nagroda dla najlepszego filmu                              | Nagroda |
| 2017 | New York Film Awards                                                | nagroda dla najlepszego filmu roku                         | nagroda dla najlepszego filmu roku                         | Nagroda |
| 2017 | New York Film Awards                                                | Nagroda dla najlepszego filmu fabularnego                  | Nagroda dla najlepszego filmu fabularnego                  | Nagroda |
| 2017 | New York Film Awards                                                | Nagroda dla najlepszego dramatu                            | Nagroda dla najlepszego dramatu                            | Nagroda |
| 2018 | Beverly Hills Film Festival                                         | Nagroda dla najlepszego filmu zagranicznego                | Nagroda dla najlepszego filmu zagranicznego                | Nagroda |
| 2018 | DaVinci International Film Festival w Los Angeles                   | „Leo Award” dla najlepszego filmu fabularnego              | „Leo Award” dla najlepszego filmu fabularnego              | Nagroda |
| 2018 | Auckland International Film Festival                                | Nagroda dla najlepszej aktorki                             | Lianne Harvey                                              | Nagroda |
| 2018 | Maracay International Film & Video Festival                         | Nagroda dla najlepszego filmu dramatycznego                | Nagroda dla najlepszego filmu dramatycznego                | Nagroda |
| 2018 | Motion Pictures International Film Festival w Lagos                 | Nagroda dla najlepszego filmu fabularnego                  | Nagroda dla najlepszego filmu fabularnego                  | Nagroda |
| 2018 | Motion Pictures International Film Festival w Lagos                 | Nagroda za najlepszą reżyserię                             | Jarosław Marszewski                                        | Nagroda |
| 2018 | Innuendo International Film Festival w Mediolanie                   | Nagroda dla najlepszego filmu fabularnego                  | Nagroda dla najlepszego filmu fabularnego                  | Nagroda |
| 2018 | La Paz International Film Festival                                  | Nagroda dla najlepszego filmu fabularnego                  | Nagroda dla najlepszego filmu fabularnego                  | Nagroda |
| 2018 | London Film Awards                                                  | Wielka Nagroda Jury                                        | Wielka Nagroda Jury                                        | Nagroda |
| 2019 | London International Motion Pictures Awards w Londynie              | Nagroda dla najlepszego międzynarodowego reżysera          | Jarosław Marszewski                                        | Nagroda |
| 2019 | London International Motion Pictures Awards w Londynie              | Nagroda za objawienie aktorskie                            | Lianne Harvey                                              | Nagroda |
| 2019 | London International Motion Pictures Awards w Londynie              | Nagroda dla najlepszego filmu                              | Nagroda dla najlepszego filmu                              | Nagroda |
| 2019 | London International Motion Pictures Awards w Londynie              | Nagroda za najlepszy scenariusz                            | Jarosław Marszewski                                        | Nagroda |